# Branimir Kalaica
 Branimir Kalaica  (Zagreb, Croacia, 1 de junio de 1998) es un futbolista croata. Juega de defensa y su equipo es el F. C. Astana de la Liga Premier de Kazajistán.

## Estadísticas

### Clubes
Actualizado al último partido disputado el 9 de abril de 2022.
| Club                       | Div.          | Temporada     | Liga  | Liga  | Copas nacionales | Copas nacionales | Copas internacionales | Copas internacionales | Total | Total |
| Club                       | Div.          | Temporada     | Part. | Goles | Part.            | Goles            | Part.                 | Goles                 | Part. | Goles |
| -------------------------- | ------------- | ------------- | ----- | ----- | ---------------- | ---------------- | --------------------- | --------------------- | ----- | ----- |
| S. L. Benfica Portugal     | 1.ª           | 2016-17       | 1     | 1     | 0                | 0                | 0                     | 0                     | 1     | 1     |
| S. L. Benfica Portugal     | Total club    | Total club    | 1     | 1     | 0                | 0                | 0                     | 0                     | 1     | 1     |
| S. L. Benfica "B" Portugal | 2.ª           | 2016-17       | 15    | 0     | —                | —                | —                     | —                     | 15    | 0     |
| S. L. Benfica "B" Portugal | 2.ª           | 2017-18       | 24    | 2     | —                | —                | —                     | —                     | 24    | 2     |
| S. L. Benfica "B" Portugal | 2.ª           | 2018-19       | 32    | 1     | —                | —                | —                     | —                     | 32    | 1     |
| S. L. Benfica "B" Portugal | 2.ª           | 2019-20       | 16    | 0     | —                | —                | —                     | —                     | 16    | 0     |
| S. L. Benfica "B" Portugal | 2.ª           | 2020-21       | 10    | 0     | —                | —                | —                     | —                     | 10    | 0     |
| S. L. Benfica "B" Portugal | 2.ª           | 2021-22       | 3     | 0     | —                | —                | —                     | —                     | 3     | 0     |
| S. L. Benfica "B" Portugal | Total club    | Total club    | 100   | 3     | 0                | 0                | 0                     | 0                     | 100   | 3     |
| Total carrera              | Total carrera | Total carrera | 101   | 4     | 0                | 0                | 0                     | 0                     | 101   | 4     |